# 黒丸 (宝島)
黒丸（くろまる、英語: black spot）は、ロバート・ルイス・スティーヴンソンが著作『宝島』において発明した文学的なアイテム。

## 宝島
『宝島』では、黒丸は円形の紙、またはカードであり、片面が黒く塗られ、反対側にはメッセージが記されている。被告となる海賊の手に黒丸は乗せて渡され、被告が有罪であること、または判決を宣告するために用いられる。黒丸を渡された海賊は力ずくでリーダーの座から追放されるか、殺害されることを意味したため、多くの海賊にとって黒丸は恐怖の対象でもあった。
作中では、ビリー・ボーンズが「暗闇のピュー」と呼ばれる盲目の海賊から黒丸を手渡され、そのショックから（酒の飲み過ぎもあって）脳卒中を起す。また、ジョン・シルバーも手下だったモーガンから黒丸を渡されている。

## 起源
カリブ海の海賊には、裏切り者や密告者として非難された人物にトランプのスペードのエースのカードを渡すという伝統を元にしたとも考えられている
。

## 他の作品への影響
- 『ツバメ号とアマゾン号』（1930年の小説） - ジムおじさん（ジェームズ・ターナー、フリント船長）がナンシイから黒丸を渡される。
- 『闇のイージス』（2000年の漫画） - 暗殺者の教官の娘であるマリア・カウフマンが、父親の弟子の1人に渡される。本作では「Black Circle」と表記されている。これを渡された者は、世界中にいる弟子（暗殺者）達から命を狙われる。
- 『パイレーツ・オブ・カリビアン/デッドマンズ・チェスト』（2006年の映画） - 本作では黒丸は、手のひらできる腫瘍のようなものとされる。デイヴィ・ジョーンズとの契約を果たしていないとしてジャック・スパロウの手に現れる。この印がある者は、海でクラーケンに追われることになる。